# Lizsurley Villegas
LizSurley Villegas Serna (Buga, Colombia, 3 de junio de 2003), es una ciclista colombiana de BMX Freestyle. Atleta Red Bull desde 2019. Ha sido oro en Fise World Francia, virtual (2020); tricampeona en Summer Street Ride de Cali, Valle (2019, 2018, 2017); 6ª en UCI BMX World Championships, USA (2019); Plata en Fise World Francia (2019) y Bronce en World Urban Game, Hungría (2019). Debido a la pandemia de COVID-19 no pudo acumular puntos en torneos desarrollados para representar a Colombia en Tokio 2020 en esta disciplina, espera representar a Colombia en los Juegos Olímpicos de París 2024.

## Biografía
Oriunda de Buga, Valle del Cauca y siempre aficionada al deporte, LizSurley y su hermana gemela QueenSaray había practicado toda clase de deportes, animada por sus padres Uberley Villegas y Mary Luz Serna, quienes desde siempre han incentivado la actividad física tanto en las gemelas como en sus dos hijos mayores.  Sin embargo, LizSurley nunca había practicado el deporte de las bielas. En el año 2016 ella y su hermana comenzaron a tomar clases de baile, y en el camino a la academia veían que se estaba remodelando una pista de BMX en el parque El Vergel en Buga, cerca de su casa. Un día QueenSaray,  fue a la pista con su primo y por primera vez montó una bicicleta para intentar recorrer la pista recién remodelada. Quedó tan entusiasmada que al día siguiente regresó allí con su LizSurley, y desde ese día ninguna de las dos se ha bajado de la bicicleta.
En esos primeros días a ella y a su hermana les tocó aprender solas, tanto en la pista como viendo videos tutoriales en YouTube, pues no había otras mujeres entrenando y los muchachos que practicaban allí al principio no las acogían. Aun así, su  motivación se volvió permanente cuando apoyada por su padre, ella y su hermana comenzaron a asistir a carreras de BMX Freestyle regionales y a ganar medallas, en el año 2016. Primero iniciaron con carreras como el Dirt Paradise en Cartago, el Gravity King en Caicedonia, y el Summer Street Ride en Cali, donde obtuvo la medalla de oro. Más tarde LizSurley compitió también en carreras como el Underground Park en Bogotá en el 2016, el Castilla Jam en Medellín y el Nariño Extremo en Pasto en 2017,  subiendo al podio en todas esas competencias.
En el 2018 LizSurley de nuevo logró obtener oro en el Summer Street Ride de Cali y plata en la competencia de BMX Freestyle de la Feria BiciGo en Bogotá. Al año siguiente, acompañada de su hermana y su entrenador Alejandro Caro, viajó a su primera carrera internacional, los UCI BMX World Championships, en Carolina del Norte, USA, donde quedó sexta en su categoría. De allí ese mismo año viajó al Fise Spine Ramp en Montpellier, Francia, donde logró obtener la medalla de plata y al World Urban Games en Budapest, Hungría donde obtuvo la medalla de bronce, ambas competencias que le permiten acumular puntos para obtener una casilla de participación en Tokio 2020, donde el BMX Freestyle debutará como deporte olímpico. 
De comenzar a practicar con una bicicleta básica, que no aguantaba la intensidad de los entrenamientos, LizSurley pasó en el 2019 a ser una de las Atletas Red Bull, patrocinador de deportes extremos alrededor del Mundo. Esta compañía le dio a Lichu y a su hermana el apoyo en una reunión sorpresa en Ciudad de Panamá, el 19 de diciembre del 2019, con lo que, de pasar a hacer rifas y campañas de levantamiento de fondos por internet para lograr llegar a las competencias que le permiten clasificar a Juegos Olímpicos, ha pasado a tener un patrocinador que apoya a cabalidad su carrera deportiva.
Una de las muestras de apoyo más grande que LizSurley y su hermana han tenido por parte de su familia, fue la “foam pit” que su padre les construyó en el patio de su casa con material reciclado, rampa de madera en forma de jota con foso de espuma que les permite a los bicicrocistas extremos entrenar sin lesionarse y con la que han podido continuar entrenando durante la cuarentena por el Covid 19. Su lesión más fuerte la sufrió en el año 2019, cuando en una caída tuvo fractura de peroné, quedando fuera de las pistas por un período de tres meses.  
LizSurley tiene una relación muy estrecha con su hermana QueenSaray, tanto en lo personal como en lo deportivo, y sueña con lograr ser campeona olímpica junto con su hermana subiéndose juntas al podio. Ambas tienen el mismo tatuaje, una bicicleta en la parte anterior de la muñeca derecha. La de LizSurley dice “Always” y la de QueenSaray “Together,” mostrando que su deseo es siempre permanecer juntas en el deporte y en la vida.
LizSurley cursa el último año de secundaria de manera acelerada en el Colegio Gimnasio Moderno de Buga, además de tomar clases de inglés en las noches, teniendo claro que quiere seguir cultivando su carrera deportiva, y que para eso debe no solamente entrenar, sino estudiar para lograr ser una atleta integral. 
5 COSAS QUE NO SABÍAS DE LIZ
● Es amante de los animales.
● Le teme a los aviones y lanchas.
● Su pista favorita es la de Ciudad Paraíso, donde aprendió BMX.
● Las competencias que más le gustan son las de los Fise.
● Entre otros deportes le encanta Surfear y Motocross.

## Palmarés
2020
- en Fise World Francia, virtual[8]

2019
- 6.ª  en UCI BMX World Championships, Carolina del Norte, USA[9]
- en Fise Spine Ramp , Montpellier, Francia
- en World Urban Game, Budapest, Hungría[10]
- en Festival de Verano de Bogotá
- en Evolution Pereira
- en Summer Street Ride (Cali, Valle)

2018
- en Summer Street Ride (Cali, Valle)[11]
- en BiciGo (Bogotá)[12]

2017
- Summer Street Ride (Cali, Valle)
- en Gravity King (Caicedonia.Valle)
- en Nariño Extremo (Pasto, Nariño)[13]
- en Castilla Jam (Medellín, Antioquia)[14]

2016
- en Dirt Paradise (Cartago, Valle)
- en Summer Street Ride (Cali, Valle)
- en Gravity King (Caicedonia, Valle)[15]
- en Underground Park (Bogotá)